# Орицикл

Орицикл (синій) у моделі Пуанкаре, ортогональний сімейству прямих (червоні)

Орицикл (грец. ὅρος + κύκλος — «кордон + коло»), гранична лінія — лінія на гіперболічній площині, ортогональна до сімейства паралельних прямих.
Оріцикл може бути визначений як межа сімейства кіл із загальною дотичною, що проходять через фіксовану точку і лежать по одну сторону від цієї дотичної, що утворюється при прямуванні радіусу цих кіл до нескінченності. Неформально його можна розглядати як «коло нескінченно великого радіуса з нескінченно віддаленим центром».
Всі орицикли конгруентні між собою, кривина орицикла стала і дорівнює 1.
У моделі Пуанкаре деякі орицикли представлені колом, яке торкається зсередини абсолюту.